# Urie Bronfenbrenner
Urie Bronfenbrenner (Moscou, 29 d'abril del 1917 - Ithaca (Nova York), 25 de setembre del 2005) va ser un psicòleg especialitzat en psicologia del desenvolupament. Destaquen entre les seves obres: L'ecologia del desenvolupament humà: experiments en entorns naturals i dissenyats de 1979 i Educació dels nens en dues cultures: comparació entre els Estats Units i la Unió Soviètica de 1993.

## Biografia
Fill del doctor Alexander Bronfenbrenner i d'Eugenie Kamenetski, va marxar a viure als Estats Units quan tenia sis anys. Gràcies a una beca, va poder estudiar psicologia a la Universitat Cornell. Més tard, es va especialitzar en psicologia del desenvolupament a través d'un màster que va fer a la Universitat Harvard i, finalment, en va fer el doctorat a la Universitat de Michigan. Durant la Segona Guerra Mundial va treballar com a psicòleg a l'exèrcit nord-americà i, acabat el conflicte, l'any 1948, va realitzar la seva tasca laboral dins la Universitat Cornell. Entre altres coses, destaca per fundar el programa Head Start, un projecte que treballa amb infants discapacitats. A més, va rebre diversos premis i títols honoraris pels seus estudis i contribucions en la psicologia del desenvolupament. Un exemple d'aquests seria el que va rebre l'any 1996 pel servei de la Ciència i la societat, que li va atorgar l'Associació Americana de Psicòlegs. Urie Bronfenbrenner va morir a Nova York el passat 25 de setembre de 2005.

## Concepte de desenvolupament[2]
El desenvolupament l'entén com un canvi continu que es realitza durant tot el cicle vital. D'aquesta manera, la persona percep el seu ambient i s'hi relaciona. Per explicar això, Bronfenbrenner proposa una perspectiva ecològica del desenvolupament de la conducta humana. Aquesta entén l'ambient ecològic com un conjunt d'estructures en sèrie i diferenciades en diversos nivells. Així, cadascun d'aquests és inclusiu respecte als altres. Bronfenbrenner denomina aquests nivells : microsistema, mesosistema, exosistema i macrosistema.

## Altres conceptes i concepcions per explicar el desenvolupament humà
Per escriure la seva teoria, Bronfenfrenner es va basar en Freud, Lewin, George Herbert Mead, Vigosky, Otto Rank, Jean Piaget, Ronald Aylmer Fisher, etc. També en la seva pròpia experiència personal i professional, la qual li va fer pensar en la importància del context social i la fenomenologia.
Perquè s'esdevingui una interrelació entre la persona i el context, s'han de donar unes condicions adequades on les persones busquin i trobin solucions diverses per a cada situació. Aquestes solucions són respostes de la mateixa condició humana i de la seva adaptació al medi mitjançant unes anàlisis i unes perspectives múltiples. Per entendre el seu context, les persones han de tenir una comprensió mútua d'aquest, ja que és compartit amb d'altres. També han de tenir una habilitat per afrontar les limitacions que els aporta el rol que desenvolupen en cadascun dels contextos. El comportament de les persones varia segons la situació i el moment, i va evolucionant al llarg del temps gràcies a l'experiència compartida, a les normes socials, al saber utilitzar recursos, etc. Les relacions amb els contextos són recíproques, és a dir, les persones influeixen als contextos i viceversa. A més, les persones també influeixen altres persones i els contextos sobre altres contextos. Els processos socials poden facilitar la interdependència d'aquests elements. Aquesta teoria pretén ser positiva basant-se en els recursos i no en els dèficits. D'aquesta manera, esdevé dinamitzadora d'entitats per aconseguir una millora de qualitat de vida amb tal de promoure el sentit de la comunitat.

## Mètodes i tècniques en les quals basa l'estudi del desenvolupament psicològic
Urie Bronfenbrenner explica el seu estudi del desenvolupament psicològic mitjançant la formació d'una sèrie de sistemes que es relacionen entre ells. Aquesta relació inclou l'objecte d'estudi (concretament, una persona), l'entorn o ambient, els nivells ecològics i la investigació pròpiament dita. Per tant, Urie Bronfenbrenner té en compte els punts següents per a la seva tècnica:
1. Relació entre l'objecte d'estudi i l'ambient o entorn.
2. Desenvolupament de l'objecte d'estudi.
3. Relació entre els diferents ambients i com es correlacionen entre ells.
4. Estudi ecològic-científic per demostrar aquestes relacions.

Per tant, Urie Bronfenbrenner utilitza un mètode anomenat "Teoria ecològica de sistemes". Aquest consisteix bàsicament a realitzar un model sobre la realitat social de les persones, les quals estan formades per diversos sistemes amb diferents nivells que es relacionen i s'influeixen entre ells:
- Microsistema: es caracteritza per les activitats i relacions interpersonals que l'objecte d'estudi experimenta en un determinat entorn (a casa, a l'escola, al carrer...), definit per diferents característiques físiques i materials. L'individu no només experimenta un microsistema, sinó que va incorporant al seu entorn un nombre il·limitat de microsistemes durant el seu cicle vital.
- Mesosistema: es tracta de les interrelacions de dos o més microsistemes (entorns) en els que l'individu hi participa activament. Existeixen diverses formes on diferents microsistemes interaccionen entre ells. Per exemple, poden existir relacions directes en les quals una persona d'un microsistema es relaciona amb una persona d'un altre microsistema. La relació entre microsistemes és no intencional, és a dir, serveix per transmetre informació d'un entorn, la qual pot esdevenir de diverses fonts, siguin orals, tradicionals, d'experiències...
- Exosistema: un o més ambients que no inclouen l'objecte d'estudi com a participant actiu, però que esdevenen fets que l'afecten indirectament. Per exemple, persones dedicades a estudiar mètodes per afavorir la societat, no mantenen un tracte personal amb la societat però sí que ajuden a millorar les seves relacions.
- Macrosistema: es tracta de l'estructura ecològica més externa a l'objecte d'estudi, però que sí que afecta el seu desenvolupament. Està constituït per les diferents creences de la societat, ideologies, tradicions, àmbits culturals, classes socials, àmbits polítics... Per exemple, la societat civil no intervé directament en l'execució de lleis governamentals, però sí que en rep unes conseqüències.

El concepte clau d'aquesta teoria, és el de relació, però tant la possibilitat que les persones es relacionin en un microsistema, com la relació entre diferents microsistemes, la qual afecta el desenvolupament de l'objecte d'estudi.
El mètode que utilitza per realitzar la seva teoria ecològica és la investigació etnogràfica. Aquesta consisteix a dur a terme un estudi mitjançant l'observació directa.

## Obres
- Two Worlds of Childhood Simon & Schuster, 1972. ISBN 0-671-21238-9
- Influencing Human Development Holt, R & W., 1973 ISBN 0-03-089176-0
- Two Worlds of Childhood: US and USSR Penguin, 1975. ISBN 0-14-081104-4
- Influences on Human Development Holt, R & W., 1975 ISBN 0-03-089413-1
- The Ecology of Human Development: Experiments by Nature and Design Cambridge, MA: Harvard University Press, 1979. ISBN 0-674-22457-4
- On Making Human Beings Human. Sage Publications Ltd, 1981. ISBN 0-7619-2712-3
- U.Bronfenbrenner i R.Myers The Twelve Who Survive: Strengthening Programmes of Early Childhood Development in the Third World Routledge, 1992. ISBN 0-415-07307-3
- The State of Americans: This Generation and the Next New York: Free Press, 1996. ISBN 0-684-82336-5